# Список персонажей мультсериала «Звёздные войны: Повстанцы»
В данной статье представлен список персонажей, являющихся действующими лицами мультсериала «Звёздные войны: Повстанцы» (2014 — 2018).

## Протагонисты

### Команда «Призрака» (Повстанцы Лотала)
Кэнан Джаррус / Калеб Дьюм (англ. Kanan Jarrus/Caleb Dume) — рыцарь-джедай, переживший Приказ 66, бывший падаван мастера-джедая Депы Биллабы, 28-летний (позже 29-летний) лидер команды «Призрака». Стал наставником Эзры Бриджера после выполнения задачи со своим голокроном. Был захвачен Империей после передачи вдохновляющего сообщения на всём Лотале и некоторых мирах Внешнего Кольца, но был освобождён с помощью Эзры и его друзей, которых поддержали члены других ячеек Восстания. Операция по его спасению, хоть и оказалась рискованной, зажгла Искру Восстания по всей Галактике, которое распространилось со скоростью лесного пожара. В эпизоде «Наследие» выясняется, что Кэнан не знал своих родителей. Спустя некоторое время после Осады Лотала, Кэнан получил звание рыцаря-джедая от духа Гранд-Инквизитора в образе Стража Храма. Потерял зрение от рук бывшего лорда ситхов Мола во время схватки на Малакоре. В 3 сезоне образ Кэнана сильно изменится: у него появится маска, скрывающая его бывшие глаза (которую иногда он всё же снимает, показывая свои выжженные глаза), сильно отрастёт борода и поменяется его костюм. В 4 сезоне его образ опять изменится: во время подготовки к спасению Геры Синдуллы он обстриг свою бороду и коротко подстригся, отрезав хвост. Страстно и безумно влюблён в Геру Синдуллу, и она отвечает ему взаимностью. В конце операции по спасению Геры из плена, вся команда встретилась на топливных баках, которые через пару мгновений подорвали шагоходы AT-AT. Кэнан сдержал взрывную волну Силой, дав команде время уйти. В результате взрыва топливного склада Кэнан погибает, тем самым пожертвовав собой, чтобы спасти своих близких. Позднее во время миссии в Лотальском храме джедаев Кэнан явился Гере в виде призрака Силы и Эзре в виде голоса. Погиб до рождения своего сына от Геры, Джейсена Синдуллы.
Эзра Бриджер (англ. Ezra Bridger) — 14-летний юноша с планеты Лотал. Главный протагонист. Промышлял мелким воровством. Когда ему было 7 лет, его родители - Эфраим и Майра Бриджеры пропали без вести и предположительно, были похищены имперцами, после чего, Эзра был предоставлен сам себе. Влюблён в Сабину Врен, хоть и скрывает это. Эзра примкнул к команде «Призрака» после операции по спасению вуки на Кесселе. Стал учеником джедая Кэнана Джарруса, лидера команды «Призрака». Когда команда спасала Тсибо, друга родителей Эзры, сам Эзра сталкивается с мощью Тёмной стороны Силы на бывшей планете Форт-Анаксис. В результате этого события, Кэнан отправил Эзру на ритуал посвящения в полноценные падаваны. Во время миссии по спасению Кэнана из рук Империи вступил вместе с учителем в решающую дуэль с Гранд-Инквизитором, в результате которой получил первое боевое ранение в виде двух шрамов на левой щеке, но всё же смог уцелеть и выйти из этой схватки победителем. До прохождения ритуала посвящения, в арсенале Эзры была сконструированная им энергетическая рогатка, надетая на запястье левой руки, а после прохождения испытаний в Храме Джедаев на Лотале он сконструировал свой первый, но уникальный световой меч — гибрид обычного светового меча с синим клинком и бластера, стреляющего сгустками энергии, которые парализуют противника электричеством. Этот меч был уничтожен Дартом Вейдером при схватке на Мэлакоре и оказался непригоден к дальнейшей эксплуатации. Спустя некоторое время после Осады Лотала, Эзра узнал от Райдера Азади, что его родители были убиты имперцами во время тюремного бунта, когда они помогали остальным повстанцам и им сочувствующим сбежать из тюрьмы. После рискованной, но успешной миссии на планете Малакор, Эзра рискнул изучить практики Тёмной стороны Силы, заложенные в захваченном голокроне Ситхов, в надежде использовать их для благих целей, и что это поможет уничтожить Ситхов и их Тёмную Империю. В 3 сезоне у Эзры изменится всё: прическа станет похожа на падаванскую, только без косички, немного изменится его одежда, в бою взамен утраченного светового меча-бластера будет использовать для стрельбы обычный бластерный пистолет, а в арсенале появится новый световой меч - классический, с зелёным клинком. Получил звание лейтенант-коммандера. В 1 ДБЯ, во время миссии на Лотале, встретился с Лот-Волками, и общался с ними с помощью Силы. С трудом перенёс гибель Кэнана. В 4 сезоне 13 серии в параллельной вселенной встретился с Асокой Тано и принял бой с Сидиусом. Позднее во время финальной битвы за Лотал, боролся с Трауном «один на один» на борту флагмана «Химера», и в завершение битвы они улетели в гиперпространство, влекомые пёрргилами, что привело к изгнанию Империи из системы. Дальнейшая судьба Эзры неизвестна.
Гера Синдулла (англ. Hera Syndulla) — 24-летняя (позже 25-летняя) владелица и пилот «Призрака». Была дочерью Чама Синдуллы, героя Войн Клонов в битве за Рилот, родную планету расы тви'леков. Всегда мечтала летать среди звёзд и помогать нуждающимся из разных уголков Галактики, как её мать. Вступила в Сопротивление, после того, как она начала сотрудничать с беглым джедаем Кэнаном Джаррусом, спустя 8 лет после Приказа 66. Навыки пилота развились у неё в самом раннем детстве, хоть она не была чувствительна к Силе. Гера была единственным существом в группе, которая сотрудничала с «Фалкрамом». Она владела двоичным языком и была хозяйкой «Чоппера». Была повышена в звании до капитана Эскадрильи «Феникс» по рекомендации Кэнана. В 3 сезоне никаких изменений не будет, кроме одежды. Сильно любит Кэнана Джарруса, и часто называет его «дорогой». В 4 сезоне была повышена до генерала. Тяжело перенесла гибель своего любимого и поставила свой каликори в качестве надгробия для Кэнана, в память о нём. После освобождения Лотала от Имперского гнёта, у Геры родился сын от Кэнана — Джейсен Синдулла. 
Гаразеб (Зеб) Оррелиос (англ. Garazeb (Zeb) Orrelios) — 39-летний (позже 40-летний) представитель расы ласат и опытный воин, служивший «мускулами» в команде «Призрака». Пройдя отличную воинскую подготовку на Ласане, его родной планете, Оррелиос имел высокий уровень квалификации в рядах Почётного караула Ласана, что контрастировало с его внешностью, тогда он ещё был капитаном королевской гвардии. Ему не нравились дроиды, поэтому он так и не нашёл общий язык с Чоппером, однако он сильно сдружился с Эзрой Бриджером во время их рутинной прогулки по городу, в ходе которой они спасли фермеров. Любимым занятием Зеба было избиение штурмовиков, которых он называл «ведроголовыми». Зеб владел виртуозом рукопашного боя. В арсенале у него был борайфал AB-75, сочетающий в себе бластерную винтовку и электропосох. Когда он с агентом Бюро Имперской Безопасности, Александром Каллусом застряли на Бахрине, ледяной луне Джеонозиса, они были вынуждены действовать вместе, чтобы выжить, таким образом, он повлиял на Каллуса и тот стал новым "Фалкрамом". В 3 сезоне никаких изменений не будет, кроме одежды. Получил звание капитана Службы Безопасности в Сопротивлении. После битвы при Эндоре Зеб взял Каллуса с собой на планету Лира Сан, где понял, что он не уничтожил расу ласат полностью. 
Сабина Врен (англ. Sabine Wren) — художница, бывший кадет Имперской Академии на Мандалоре и специалист по оружию. Член клана Врен и дома Визсла со стороны матери Урсы, которая была членом мандалорской военной организации под названием «Дозор Смерти», и которая была свидетелем смерти Пре Визслы, лидера организации, изгнанного губернатора Конкордии и "Истинного сына Мандалора". Взрывной и дерзкий характер Сабины воплотился в расцветке её брони, причёске и в граффити на стенах её каюты на «Призраке». Является «доброй» версией охотников за головами Джанго Фетта и его сына - Бобы Фетта. Встретив Эзру Бриджера, стала объектом его симпатии. В 3 сезоне у Сабины изменилось всё: цвет причёски и брони стал другим, её броня оснащена ракетным ранцем, а в арсенале появился Тёмный меч - древний световой меч мандалорцев с тонким и заострённым на конце лезвием чёрно-серебряного цвета, украденный членами дома Визсла из Храма Джедаев во времена Падения Старой Республики, который позже перешёл к Бо-Катан Крайз. В 4 сезоне у Сабины снова изменился цвет причёски. После спасения своей семьи на Кроунесте и смерти Гара Саксона, Сабина осталась со своей семьёй и Фенном Рау, чтобы помочь клану Врен в подготовке к восстанию против гнёта Империи. Позже приняла участие в битве при Атоллоне, помогая повстанцам эвакуироваться. Позднее, она возглавила миссию на Мандалоре, чтобы спасти своего отца и изгнать Империю со своей родины, после успеха, вернулась в команду «Призрака». После миссии на Мандалоре, Сабина вместе с группой "Спектр" направилась на Лотал для кражи чертежей элитного TIE-Защитника, но атака на фабрику и склад с топливом провалилась. Участвовала в операции по спасению Геры Синдуллы из рук губернатора Прайс. После этого, вместе с Гаразебом Оррелиосом она одолела Руха, эмиссара Трауна. Позже приняла участие в войне за Лотал, окончившейся победой в пользу повстанцев. После окончания войны, в 4 ПБЯ, отправилась вместе с Асокой Тано в путешествие, чтобы найти Эзру, исчезнувшего вместе с Трауном во время освобождения Лотала и вернуть его домой. 
C1-10P (Чоппер) (англ. Chopper) — сварливый астродроид корабля «Призрак». Собранный из запчастей других дроидов, он был раздражительным, упрямым и безразличным ко всем органическим формам жизни. Несмотря на это, в критических ситуациях он нередко становился спасителем для членов команды «Призрака». Он и Зеб сильно недолюбливали друг друга. «Чоппер» был собственностью Геры Синдуллы. Нередко из-за его выходок Эзра и Зеб ссорились между собой.

### Железная эскадрилья
Март Маттин (англ. Mart Mattin) — второй лидер Железной эскадрильи после своего погибшего отца, племянник Джуна Сато. Позже примкнул к Восстанию как пилот истребителя.
Гути Терез (англ. Gooti Terez) — член Железной эскадрильи.
Джоннер Джин (англ. Jonner Jin) — член Железной эскадрильи.
R3 — дроид-астромеханик Железной эскадрильи. Расстрелян штурмовиками чуть позже после атаки на Лотал.

### Другие
Морад Сумар (англ. Morad Sumar) — фермер с Лотала. Живёт на краю города Котал на Лоталe вместе с женой Маридой. Старый друг Эзры Бриджера и его родителей. С приходом Галактической Империи на Лотал, Морад отказался продавать свою ферму, в ответ на это, Йогар Лист уничтожил и разграбил её. Когда Империя арестовала его, Эзра и Зеб Оррелиос, укравшие одну из И-Сидок, спасли фермеров и победили Листа. Когда Эзра с Кэнаном попытались раздобыть на Имперской фабрике на Лотале информацию о новом истребителе TIE Защитник, он погиб во время испытания кем-то построенного спидера от взрыва.
Зар Леонис (англ. Zare Leonis) — кадет в Имперской Академии Лотала. Дружил и сотрудничал с Эзрой Бриджером, которого он знал как Дева Моргана. Когда Эзра возвращался к повстанцам, Зар остался в имперской академии, чтобы найти свою сестру Дару, которая, как он предполагал, находилась в руках Гранд-Инквизитора. Позднее, его перевели в академию молодых офицеров на планете Арканис, где руководит Брендол Хакс (отец Армитажа Хакса, будущего генерала Первого Ордена). Там он нашёл свою сестру и благодаря повстанцам, они спаслись от Империи и вернулись к своей семье.
Джай Келл (англ. Jai Kell) — кадет в Имперской Академии Лотала. Помогал Эзре Бриджеру в его миссии по сбору информации, как только узнал, что Гранд-Инквизитор разлучил его с матерью. Повстанцы Лотала отвезли Джая к его маме и семья Келлов решила скрываться от Империи. Позже примкнул к группе Повстанцев с Лотала и оказывал активное сопротивление.
Тсибо (англ. Tseebo) — родианец. Старый друг родителей Эзры Бриджера - Эфраима и Майры Бриджеров. Тсибо настаивал на том, чтобы они позаботились о сыне и перестали бороться с Империей, так как имперцы могли сделать ужасные вещи с живыми существами. Когда за Эфраимом и Майрой пришла Империя, Тсибо испугался за свою жизнь и сбежал. Чтобы исправить свою ошибку, Тсибо стал работать в Информационном Бюро Империи. В Информационном бюро, ему поставили имплантат, содержащий жизненно важную информацию для Империи, и скорее всего, информацию о семье Бриджеров. В День Империи, несколько имперских пилотов разыскивали Тсибо, чтобы информация, содержащаяся в его имплантате не попала в руки повстанцев. Пилоты подходили к каждому родианцу, но так и не смогли найти его. Скрывался в старом доме семьи Бриджеров, где был найден командой «Призрака» и передан «Фалкраму».
Старик Джо (англ. Old Jho) — владелец местного бара в городе Джотал на Лотале и ремонтной станции. Сотрудничал с повстанцами, сообщая им обо всём, что происходит на Лотале. Позже присоединился к повстанцам во главе с Райдером Азади. В 4 сезоне упоминается, что он был схвачен имперцами и казнён, а его бар отошёл к Валену Рудору.
Вуллффварро (англ. Wullffwarro) — воин из расы вуки с планеты Кашиик. Был арестован имперскими силами и доставлен на каторжные работы в шахтах по добыче спайса на Кесселе. Был освобождён командой «Призрака».
Джун Сато (англ. Jun Sato) — член Альянса за восстановление Республики, командир повстанческой ячейки «Феникс». Лучший полководец системы Майкапо. Ранее был контрабандистом, но затем развил навыки стратега. Погиб на борту авианосца «Огонь Квазара» в битве при Атоллоне, протаранив им Звёздный разрушитель типа «Воспрещающий» с адмиралом Кассиусом Константином на борту.
Куорри (англ. Quarrie) — представитель расы мон-каламари. Разработал штурмовой истребитель-бомбардировщик «B-Wing» и курировал проект «Шантипол».
Феникс-1 (англ. Phoenix One) — первый пилот в эскадрилье «Феникс». Принимал участие в рейде на имперские транспортники. Был убит Дартом Вейдером в космическом сражении, защищая командный корабль «Дом Фениксов».
Феникс-2 (англ. Phoenix Two) — второй пилот в эскадрилье «Феникс». Принимал участие в рейде на имперские транспортники. Был убит Дартом Вейдером в космическом сражении, защищая командный корабль «Дом Фениксов».
Феникс-3 (англ. Phoenix Three) — третий пилот в эскадрилье «Феникс». Принимал участие в рейде на имперские транспортники. Был убит мандалорцами на орбите Конкорд-Доуна.
Майра Бриджер (англ. Mira Bridger) — родная мать Эзры Бриджера. Вместе со своим мужем, Эфраимом, учила своего сына помогать нуждающимся и боролась за его благополучие. Когда Эзра достиг семилетнего возраста, Бриджеры были похищены имперскими солдатами и отправлены в имперскую тюрьму, но обращение Эзры к народу Лотала вдохновило её и Эфраима поднять бунт. Погибла во время побега из тюрьмы вместе с мужем, помогая остальным повстанцам и им сочувствующим сбежать.
Эфраим Бриджер (англ. Ephraim Bridger) — родной отец Эзры Бриджера. Вместе со своей женой, Майрой, учил своего сына помогать нуждающимся и боролся за его благополучие. Когда Эзра достиг семилетнего возраста, Бриджеры были похищены имперскими солдатами и отправлены в имперскую тюрьму, но обращение Эзры к народу Лотала вдохновило его и Майру поднять бунт. Погиб во время побега из тюрьмы вместе с женой, помогая остальным повстанцам и им сочувствующим сбежать.
Марида Сумар (англ. Marida Sumar) — фермер с Лотала. Жена Морада Сумара. Помогла Райдеру Азади спасти Эзру, Кэнана и Чоппера во время операции по добыче информации о новом истребителе TIE Защитник.
Райдер Азади (англ. Ryder Azadi) — бывший губернатор Лотала во время расцвета Галактической Империи. Был обвинён в измене, когда поддержал мятежные трансляции Эфраима и Майры Бриджеров, за что и был отстранён от должности губернатора, после чего, отправлен в имперскую тюрьму вместе с Бриджерами, но ему удалось сбежать, после чего вернулся на Лотал за их сыном, Эзрой Бриджером, но тот опередил его. Рассказал Эзре о печальной судьбе его родителей, после чего присоединился к Повстанческому движению против Империи, чтобы довести начатое Бриджерами дело до конца. Позже организовал группу сопротивления на Лотале, в которую входят Морад и Марида Сумары, друзья семьи Бриджеров, и старик Джо. Помог Эзре и Кэнану раздобыть информацию о новом истребителе TIE Защитник. В 4 сезоне помог группе "Спектр" найти информацию о элитном TIE Защитнике. Позже принял участие в войне за Лотал. 
Кетсу Онио (англ. Ketsu Onyo) — мандалорка. Наёмная охотница за головами «Чёрного Солнца». Прежде она была кадетом Имперской Академии на Мандалоре, но покинула Галактическую Империю вместе с другим кадетом - Сабиной Врен. Они стали наёмницами-партнёрами, но потом Сабина присоединилась к ячейке повстанцев Лотала. Позже Кетсу стала членом повстанческого движения и приняла участие на войне за Лотал.
Грон (англ. Gron) — представитель расы ласат, член Почётного караула Ласана. После почти полного уничтожения его расы, Грон отверг насилие в своей борьбе с Галактической Империей и вместе с Чавой Мудрой отправился на поиски Лира Сана - прародины ласатов, которые живут там и по сей день.
Чава Мудрая (англ. Chava the Wise) — пожилая представительница расы ласат, выжившая в бойне, учиненной Галактической Империей на Ласане. Вместе с бывшим почётным караульным Гроном отправилась на поиски Лира Сана - прародины ласатов, которые живут там и по сей день.
Лейтенант Дайсер (англ. Lieutenant Dicer) — шестой пилот в эскадрилье «Феникс». Участница рейда на имперские транспортники. Размещала сенсорный датчик на восточном конце планеты Атоллон, чтобы обезопасить обустроенную на этой планете базу повстанцев от любых непрошеных визитёров. После размещения сенсорного датчика, была похищена крайкнами, гигантскими паукообразными существами, населявшими планету. Дальнейшая судьба неизвестна. Предположительно, погибла.
AP-5 — протокольный дроид, бывший военным аналитиком на боевом корабле Галактической Республики во время Войн Клонов. В 3 ДБЯ Чоппер находит его на фрахтовике Империи. Позже он примкнул к Восстанию. После битвы на Атоллоне дальнейшая судьба неизвестна.
EG-86 — дроид-курьер, хранивший в себе ценную информацию. С помощью Сабины Врен и Кетсу Онио был доставлен на аванпост Хэвок.
Тристан Врен (англ. Tristan Wren) — мандалорец. Бывший имперский суперкоммандо, родной брат Сабины Врен. Участник битвы при Атоллоне, помогавший повстанцам эвакуироваться.
Урса Врен (англ. Ursa Wren) — мандалорка. Лидер клана Врен в чине графини, родная мать Сабины и Тристана Врен. Во время Войн клонов, она состояла в рядах Дозора Смерти, военной группировки, возглавлявшейся Пре Визслой, которая захватила власть на планете, и она была свидетельницей смерти Визслы от рук Дарта Мола. После завершения войны, планета оказалась оккупирована Галактической Империей, а Сабина поступила в Имперскую академию на Мандалоре. Побег Сабины оттуда спровоцировал присоединение клана Врен во главе с Урсой к Империи. После возвращения Сабины домой, Урса возглавила силы клана в борьбе с Империей и кланом Саксон.
Эрскин Семаж (англ. Erskin Semaj) — атташе сенатора Мон Мотмы. Сопровождал сенатора на Дантуин, при поддержке команды «Призрака», части повстанческой ячейки «Феникс» и Золотой эскадрильи.
Тайсон (англ. Tyson) — третий пилот в Золотой эскадрилье. Помогал сопроводить сенатора Мон Мотму на Дантуин. У входа в Туманность Археон, он и Золотой-четыре были убиты Вультом Скеррисом, пилотировавшим прототип истребителя-бомбардировщика TIE-Защитник.
Олрик Врен (англ. Alrich Wren) — отец Сабины и Тристана Врен, муж Урсы Врен. Был схвачен Имперцами после того, как Сабина сбежала из Имперской Академии, но во время миссии на Мандалоре был освобождён.
Секон Дэри (англ. Secon Daree) — член корпуса звёздных истребителей Альянса. Принимал участие в нападении на Лотал, где он потерпел поражение и был схвачен имперцами.
Дьюм (англ. Dume) — белый мистический самец лот-волка, явившийся Эзре Бриджеру в 1 ДБЯ после смерти его учителя, Кэнана Джарруса. Имел очень сильную связь с Силой. Он был больше других волков и на его голове был повстанческий знак, какой был у Кэнана на его глазной маске. Сказал Эзре отправиться в Лотальский храм джедаев.
Джейсен Синдулла (англ. Jacen Syndulla) — родной сын Геры Синдуллы и Кэнана Джарруса, и родной внук Чама Синдуллы, лидера повстанцев Рилота. Родился через некоторое время после освобождения Лотала.

## Антагонисты
Гранд-Инквизитор (англ. The Grand Inquisitor) — 42-летний (позже 43-летний) агент Галактической Империи и охотник на джедаев. Главный антагонист 1-го сезона. Глава Инквизитория. Раньше был членом Ордена джедаев в звании рыцаря и служил в страже Храма в последние годы Галактической Республики. Однажды помогал Энакину Скайуокеру схватить джедая-предательницу Баррисс Оффи и преуспел в этом. После реорганизации Республики в Галактическую Империю и уничтожения джедаев, он пал на Тёмную сторону Силы и возглавил Инквизиторий. Пытался поймать Кэнана Джарруса и Эзру Бриджера, но джедаи всё время ускользали от него. Потерпел окончательное поражение в последней дуэли против Кэнана и Эзры на борту звёздного разрушителя «Суверенный» над Мустафаром и покончил жизнь самоубийством, чтобы избежать наказания от своего начальства. Спустя некоторое время после Осады Лотала, дух Гранд-Инквизитора в образе Стража Храма посвятил Кэнана в рыцари Ордена джедаев, каким был он сам когда-то до падения на Тёмную сторону.
Александр Каллус (англ. Alexsandr Kallus) - 32-летний (позже 33-летний) агент Бюро Имперской Безопасности в годы правления Галактической Империи и 1-й лейтенант Гранд-Инквизитора, а позже и Дарта Вейдера. Ему была поставлена очень важная задача: подавлять мятежи против Галактической Империи, не дав им перерасти в полномасштабное восстание. Он также принимал участие в зачистке планеты Ласан и последующем уничтожении её обитателей - ласатов. Позже, его назначили на планету Лотал, где он должен был выследить группу повстанцев. В арсенале у него был борайфал J-19, гибрид бластерной винтовки и электропосоха, подаренный одним из ласатов-гвардейцев, который сражался и умер с честью. При попытке устроить засаду повстанцам Лотала на Джеонозисе, оказался заперт в спасательной капсуле вместе с Гаразебом Оррелиосом, ласатом-членом повстанческой ячейки и пережившим падение Ласана, где он сломал себе правую ногу. Каллусу пришлось объединиться с Зебом, чтобы выжить в экстремальных условиях ледяной луны Джеонозиса - Бахрин, где они отбивались от хищных существ, населявших луну. После отражения атаки, Зеб использовал борайфал Каллуса, чтобы зафиксировать повреждённую ногу агента, после этого Каллус объяснил Зебу, что тот борайфал, который он носит - не трофей, а подарок от воина-ласата, погибшего с честью и рассказал историю о своей миссии на Ондероне во главе своего первого отряда имперцев, в ходе которой он встретил ласата-наёмника, работавшего на Со Герреру, после чего извинился перед Зебом, сказав, что он не хотел резни на Ласане. После возвращения на Звёздный Разрушитель, Каллус заметил, что имперцы, в том числе и адмирал Кассиус Константин не приветствуют его и не проявляют товарищества, после чего вернулся в свою каюту, чтобы подумать над тем, о чём он и Зеб говорили во время своих приключений на Бахрине. Спустя шесть месяцев после схватки на Мэлакоре, стал новым Фалкрамом, чтобы помогать повстанцам и снабжать их ценными сведениями: например, он узнал, что лётной академии «Небесный Удар» есть несколько симпатизирующих Сопротивлению пилотов, прилетел в академию «Небесный Удар», где помог Веджу Антиллесу, Дереку Кливиану и замаскировавшейся Сабине Врен сбежать, попросив Сабину передать Гаразебу Оррелиосу, что они в расчёте. Затем помог Эзре и Кэнану украсть чертежи истребителя-бомбардировщика TIE Защитник. Был раскрыт Трауном как Фалкрам и пытаясь предупредить повстанцев, попал в плен. В завершение битвы при Атоллоне, Каллус сбежал со Звёздного Разрушителя «Химера» на спасательной капсуле, которая была подобрана «Призраком». После побега с Атоллона, официально присоединился к Альянсу за восстановление Республики. В 4 сезоне у Каллуса изменилось всё: он облачился в униформу офицера Альянса Повстанцев и получил звание капитана вооружённых сил Альянса, а также сменил причёску и отрастил бороду. Позже принял участие в битве за освобождение Лотала, окончившуюся победой Повстанческого движения. После освобождения Лотала, продолжил сражаться с Галактической Империей в рядах Альянса за восстановление Республики на протяжении всей Галактической гражданской войны. После победы в 5 ПБЯ, его друг Гаразеб Оррелиоз показал Каллусу путь к планете Лира Сан и рассказал правду о популяции расы ласатов. Несмотря на командование операцией на Ласане, ласаты приняли Александра с радушием, позволив ему остаться среди них, как равному.
Макет Туа (англ. Maketh Tua) - посланник с планеты Лотал и лучшая выпускница местной Имперской Академии. В отсутствие губернатора Аринды Прайс, перед ней была поставлена весьма простая задача: защищать производственные интересы Империи, жизненно важные для неё в целях покорения Внешнего Кольца. Пыталась добыть информацию о повстанцах Лотала, но безуспешно. Позже, из-за прибытия Дарта Вейдера на Лотал и учинённых над её коллегами расправ, она испугалась того, что Вейдер убьёт её по приказу гранд-моффа Уилхаффа Таркина, и решила предать Империю, и заодно присоединиться к повстанческому движению против неё. Погибла при взрыве шаттла, когда повстанцы Лотала пытались вывезти её с планеты.
Камберлейн Ареско (англ. Cumberlayne Aresko) - имперский комендант столицы Лотала. Вместе с главным бригадиром Майлсом Гринтом, он тренировал кадетов в местной Имперской Академии. Вместе с Гринтом, он как-то пытался задержать торговца Йоффара, по подозрению в государственной измене, но был отвлечён Эзрой Бриджером, спасшим Йоффара от плачевной концовки. Ареско, совместно с Гринтом, должен был ловить команду повстанцев, однако неоднократно терпел неудачи из-за применения неэффективных тактик. После многочисленных неудач, он и Гринт были казнены Гранд-Инквизитором, по приказу гранд-моффа Уилхаффа Таркина, чтобы продемонстрировать последствия, к которым приводят неудачи.
Майлс Гринт (англ. Myles Grint) - имперский офицер в звании главного бригадира. Вместе с комендантом Камберлейном Ареско, Гринт базировался на Лотале, в столичном городе. Вместе они проводили военные операции Империи на планете и тренировали курсантов в местной Имперской Академии. Гринт, совместно с Ареско, должен был ловить команду повстанцев, однако неоднократно терпел неудачи из-за применения неэффективных тактик. После многочисленных неудач, он и Ареско были казнены Гранд-Инквизитором, по приказу гранд-моффа Уилхаффа Таркина, чтобы продемонстрировать последствия, к которым приводят неудачи.
Цикатро Визаго (англ. Cikatro Vizago) - криминальный лорд Лотала, покинувший преступный синдикат «Сломанный Рог» с Деварона в период правления Галактической Империи. Команда повстанцев с «Призрака» время от времени перевозили контрабанду для Визаго, который платил им ценной информацией. Он проинформировал повстанцев о местонахождении заключенных Империей в тюрьму вуки. По-настоящему, Цикатро интересовали только деньги. По словам Геры Синдуллы, он продал свою мать джавам ради пары кредитов. Позднее, помог повстанцам Лотала, дав им информацию о дроидах-курьерах, которые использовались имперцами для поддержания связи и доставки ценных сведений на корабль связи на орбите Лотала, и эта информация помогла повстанцам Лотала подготовиться к операции по спасению своего лидера - Кэнана Джаррусa. Спустя некоторое время после Осады Лотала, его корабль был захвачен пиратом Хондо Онакой, но Эзра Бриджер выручил его. Участвовал в миссии по возвращению на Лотал как перевозчик, но позже был арестован за перевозку пассажиров, которых не должно было быть, и отправлен на каторгу на краулер по добыче ресурсов, принадлежащий Гильдии добытчиков. Помог повстанцам связаться с Восстанием для подготовки к атаке на Лотал, позже принял участие в освобождении планеты.
Азмориган (англ. Azmorigan) - наркобарон и работорговец с Нар Шаддаа. Сотрудничая с деваронским уголовником Цикатро Визаго, имел дело с галактическим предпринимателем Лэндо Калриссианом, обменяв компрессионную свинью на пилота-тви'лечку Геру Синдуллу, которая перехитрила Азморигана и сбежала с его флагмана - «Торговец Один», возвращаясь к Лэндо на борту её собственного корабля «Призрак». Уголовник отследил Синдуллу и Калриссиана до участка земли Калриссиана, который был куплен им у Визаго и потребовал вернуть тви'лечку и свинью, а также отдать «Призрак» и его экипаж, как компенсацию за подтёртые ноги. Когда экипаж «Призрака» отказался выполнять требования Азморигана, он и его люди атаковали их, но в конечном счете, были побеждены и вынуждены бежать. Позже, он "торговался" с Хондо Онакой генераторами, однако Азмориган хотел награду за смерть Хондо, из-за чего был вынужден бежать от атаки Эзры и Чоппера. Позднее он с Хондо Онакой помогал повстанцам забрать протонные бомбы с корабля в атмосфере Винкасу. 
Кассиус Константин (англ. Cassius Constantine) - адмирал Имперского Флота Галактической Империи. Командовал имперским звёздным разрушителем «Неумолимый» и помогал Гранд-Инквизитору найти «Призрак». Позже, сотрудничал с Дартом Вейдером, гранд-адмиралом Трауном, агентом Каллусом, губернатором Лотала Ариндой Прайс и инквизиторами по прозвищам «Пятый брат» и «Седьмая сестра». В битве при Атоллоне не подчинился Трауну остаться на своей позиции, в результате чего погиб вместе с Джуном Сато, который направил свой флагман на столкновение со Звёздным разрушителем типа «Воспрещающий», на борту которого и находился адмирал.
Йогар Лист (англ. Yogar Lyste) - имперский офицер в чине мастера снабжения, позже лейтенант. Уничтожил ферму Сумаров и арестовал её хозяев. Был побеждён Эзрой Бриджером и Гаразебом Оррелиосом, которые освободили фермеров, угнав одну из И-Сидок. Сопровождал Лею Органу на имперском аванпосте на Лотале, где он опять был побеждён и опозорен повстанцами. После этого Александр Каллус, на "Химере", подставил Листа, сам Лист был арестован по ложному обвинению, позже, его оправдали.  
Барон Вален Рудор (англ. Baron Valen Rudor) - имперский лётчик первого класса. После поимки и казни Старого Джо получил работу в баре смертного.
Галл Трайвис (англ. Gall Trayvis) - член Имперского Сената, пребывающий в изгнании. Он давал информацию членам корабля «Призрак», но в конце-концов предал их и стал агентом Империи, после чего, вернулся на работу в Имперский Сенат.
Олег Назроз (англ. Oleg Nazhros) - кадет в Имперской Академии Лотала. Пытался помешать Эзре Бриджеру выполнить миссию по сбору информации.
Пятый брат (англ. Fifth Brother) - инквизитор Галактической Империи, коллега Гранд-Инквизитора. Главный антагонист 2-го сезона. В бою, он использовал вращающийся световой меч. Был прислан Дартом Вейдером к адмиралу Константину на звёздный разрушитель «Неумолимый», чтобы заменить павшего на службе Гранд-Инквизитора. Вместе с напарницей по прозвищу «Седьмая сестра», они выслеживали и преследовали чувствительных к Силе повстанцев и занимались другими делами Инквизитория. Спустя некоторое время после Осады Лотала, сразился против Эзры Бриджера. Убит Дартом Молом на Мэлакоре.
Седьмая сестра (англ. Seventh Sister) - инквизитор Галактической Империи, коллега Гранд-Инквизитора. В бою использовала вращающийся световой меч. Также в миссиях прибегала к помощи разведывательных дроидов серии ID9, которые не только исследовали местность, но и поддерживали в схватках, обездвиживая врагов. Иногда, вместо того, чтобы убивать своих жертв, берет их в плен, что конечно и случилось с Эзрой Бриджером на борту заброшенной медицинской станции Республики во Внешнем Кольце. Спустя некоторое время после осады Лотала, сразилась против Эзры Бриджера. Вместе с напарником по прозвищу «Пятый брат», они выслеживали чувствительных к Силе повстанцев и занимались другими делами Инквизитория. Убита Дартом Молом на Мэлакоре.
Восьмой брат (англ. Eighth Brother) — инквизитор Галактической Империи, коллега Гранд-Инквизитора. Принимал участие в охоте на набиравшее силу Восстание. Находился на планете Мэлакор, неподалёку от Храма Ситхов, выслеживая Дарта Мола, известного как «Тень». Когда джедаи Кэнан Джаррус и Эзра Бриджер, а также Асока Тано прибыли на Мэлакор, Восьмой брат присоединился к противостоящим им Пятому брату и Седьмой сестре. К несчастью для Инквизиторов, их враг присоединился к повстанцам, двое погибли от клинка его светового меча, а оружие Восьмого брата было повреждено. Когда он попытался спастись бегством, используя свой вращающийся световой меч как средство полёта, оружие распалось на две части и Восьмой брат разбился насмерть.
Амда Вабо (англ. Amda Wabo) — поставщик оружия Империи на Гареле. Искал ионные дисрапторы T-7 - опасное и запрещённое оружие, применявшееся Империей в битве при Ласане.
Алтон Кастл (англ. Alton Kastle) — диктор Имперского Голонета на Лотале.
BN-749 — имперский штурмовик, прикомандированный к шаттлу «Лагос». Сопровождал дроида-курьера №264.
Бром Титус (англ. Brom Titus) — адмирал Имперского Флота Галактической Империи. Командовал прототипом Звёздного разрушителя типа «Воспрещающий», проходящим испытание в системе Дел Зенис. После уничтожения крейсера и неудачной попытки поймать Эзру Бриджера был понижен до звания командира и приставлен к станции Реклэм на планете Ярма, которая занималась уничтожением кораблей времен Старой Республики. После очередной неудачи в предотвращении успеха в миссии повстанцев по эксплуатации истребителей Y-Wing был отправлен на охрану аванпоста в системе Джалинди, которая была оснащена тарелкой, способная ретранслировать Империи все радиосигналы. Погиб вместе с тарелкой от рук Со Герерры, который сбросил на тарелку протонные заряды.
Фенн Рау (англ. Fenn Rau) — мандалорец. Пилот-инструктор Великой Армии Республики и командир Эскадрильи «Череп» во времена Войн Клонов. Старый друг рыцаря-джедая Кэнана Джарруса и его учителя Депа Биллабы. Принимал участие в Третьей битве за Майгито, прикрывая Кэнана и его наставника от боевых дроидов Конфедерации Независимых Систем. После возникновения Галактической Империи, примерно за три года до Битвы при Явине IV, стал Защитником Конкорд-Доуна и возглавил отряд мандалорцев-воинов под названием «Защитники». Во время стычки с повстанцами, искавшими безопасный маршрут, пролегавший через Конкорд-Доун, обратил их в бегство и ранил Геру Синдуллу. Был схвачен Кэнаном и его другом с Мандалора - Сабиной Врен, чтобы убедить Фенна присоединиться к Повстанческому движению против Империи. Спустя шесть месяцев после схватки на Мэлакоре, будучи по-прежнему пленником повстанцев, был членом миссии по расследованию потери связи с защитниками Конкорд-Доуна. Попытавшись сбежать, он повернул назад, чтобы помочь Эзре и Сабине улететь от имперских суперкоммандос во главе с Гаром Саксоном, и решил примкнуть к Повстанческому движению. Позже сопровождал Сабину, Кэнана и Эзру на планету Кроунест, родину клана Врен, где произошла последняя схватка с Гаром Саксоном и его суперкоммандос. После гибели Гара, он и Сабина остались на Кроунесте, помогать клану Врен в подготовке к восстанию против гнёта Империи. После битвы на Атоллоне, участвовал в миссии, заключавшей уничтожение секретного оружия на Мандалоре, способное испепелять электричеством людей в мандалорской броне, не нанося вреда имперским штурмовикам.
Юсшин (англ. Yushyn) — босс Гильдии добытчиков на газоперерабатывающем заводе, расположенном в поясе астероидов. Его гильдия добывала редкий источник топлива - клоузон-36. Был съеден пёргиллами.
Аринда Прайс (англ. Arihnda Pryce) — губернатор Лотала во времена Империи. Сотрудничала с агентом Каллусом и гранд-адмиралом Трауном. После этого в 4 сезоне пытала Геру Синдуллу и отдала приказ на взрыв топливного склада, в результате чего Кэнан Джаррус погибает. Позже, повстанцы арестовали её и использовали, чтобы проникнуть в Имперский Комплекс и уничтожить его. Погибла при разрушении базы, оставаясь верной Империи до самого конца.
Вульт Скеррис (англ. Vult Skerris) — пилот-инструктор Имперского флота Галактической Империи в академии «Небесный Удар». Участвовал в операции по поимке сенатора Мон Мотмы, которая высказала всеобщему мнению правду об Империи и самом Императоре, несущие тиранию и страдания по всей галактике, пилотируя прототип элитного TIE-Защитника. Также участвовал в обороне Лотала от Восстания, которое пыталось уничтожить имперскую фабрику, производящую TIE-Защитников. В попытке уничтожить в бою капитана Геру Синдуллу был убит.
Контроллер LT-319 (англ. Controller LT-319) — контроллер. Попытался с помощью Чоппера, на время контролируемого им, узнать место расположения базы повстанцев на Атоллоне, за что и поплатился. Гера Синдулла, желая отомстить, развернула сигнал контроля, увеличив его мощность, что привело к гибели LT-319 и всего экипажа судна.
Брансон (англ. Brunson) — капитан флота Галактической Империи. Она командовала Имперским лёгким крейсером, находившимся на орбите опустошённого Джеонозиса, где ранее проходило строительство «Звезды Смерти». В 2 ДБЯ её корабль засёк присутствие повстанческого корабля «Призрак», находившегося на задании на поверхности планеты. Брансон выслала несколько бомбардировщиков, а затем и ракетных штурмовиков на захват корабля. Тем не менее, ни это, ни попытка заблокировать корабль в джеонозийской шахте, ни привели к успеху, более того, двумя протонными торпедами повстанцы уничтожили её корабль. 
Вольдар (англ. Woldar) — командующий флотом Галактической Империи, где он служил в Седьмом флоте гранд-адмирала Трауна на 2 ДБЯ. 
Слэйвин (англ. Slavin) — офицер Галактической Империи. Главный соперник Чама Синдуллы. Во время оккупации Рилота, он служил там в чине капитана при Гранд-адмирале Трауне. Когда группа повстанцев атаковала Рилот с целью выкрасть семейную реликвию семьи Синдулла, Слэйвин захватил дом Чама Синдуллы. Позже Слэйвин был вызван на борт «Химеры» для допроса в рамках расследования Трауном личности повстанческого шпиона в имперских рядах. Через некоторое время он командовал Звездным Разрушителем, отправленным в сектор Тоннис, чтобы забрать гигантский кайбер-кристалл для доставки на строительную площадку «Звезды Смерти». Однако, судно с кристаллом было заминировано Со Геррерой. Когда кристалл взорвался, он уничтожил Звездный Разрушитель Слэйвина, убив его. 
EXD-9 — дроид-лазутчик, направленный на Атоллон, где находится база повстанцев. Столкнулся с Гаразебом Ореллиосом, АР-5 и Чоппером. В результате они его одолели, заморозив у EXD-9 программу самоуничтожения. При возвращении на Звездный Разрушитель его программа разморозилась, и он самоуничтожился. 
Веллс (англ. Wells) — имперский капитан. В 1 ДБЯ он командовал грузовым судном под регистрационным номером 2716, которое Империя использовала для транспортировки большого кайбер-кристалла в сектор Тоннис. Он погиб, когда кристалл взорвался в результате диверсии Со Герреры, уничтожившего его грузовое судно и Звездный Разрушитель, с которым он встречался. 
DT-F16 —  командир отряда штурмовиков смерти, сопровождавшего крупный кайбер-кристалл из системы Джеда на гражданском грузовом корабле в сектор Тоннис для передачи на Звёздный разрушитель капитана Слэйвина. Во время полёта в помещение, где находился ценный груз, ворвались трое повстанцев, возглавляемых Со Геррерой. Повстанцам удалось перебить практически всех штурмовиков, воспользовавшись дымовой завесой Сабины Врен, в том числе штурмовика смерти под позывным 3-6. Ретировавшись, DT-F16 передала командиру корабля информацию о проникновении мятежников, после чего вернулась в ангар, откуда пропал кайбер-кристалл, унесённый Геррерой в пункт управления гипердвигателем. Из-за Эзры Бриджера DT-F16 не смогла эвакуироваться с корабля и погибла при взрыве перенасытившегося энергией кайбера. 
DT-L21 — штурмовик смерти, расквартированный на Лотале в 1 ДБЯ. Он находился в бывшей кантине «Пит-стоп старого Джо», право на владение которой перешло лётному барону Валену Рудору после казни старого Джо, когда туда вошли замаскированные "Спектры" Эзра Бриджер и Сабина Врен. После того, как повстанцы демаскировали себя, DT-L21 возглавил погоню за ними по канализации Джотала. Тем не менее, несмотря на все усилия имперцев, повстанцам удалось сбежать. 
Сивор (англ. Seevor) — член Гильдии добытчиков, как и его отец до него. Командовал горнодобывающим краулером 413-24. В 1 ДБЯ его краулер был угнан повстанцами из группы Спектров, нуждавшимся в его устройстве связи большого диапазона. Погиб от рук Эзры, который с помощью Силы столкнул его вниз, и Сивор разбился. 
Проч (англ. Proach) — старшина Гильдии добытчиков на планете Лотал в 1 ДБЯ. Когда Спектры угнали краулер 413-24, старшина вступил в бой с ласатом Гаразебом Оррелиозом, завершившийся для трандошанина смертью. 
Харк (англ. Hark) — капитан имперских суперкоммандос. Харк командовал имперским конвоем, который перевозил Олрика Врен, но попал в засаду сил Мандалорских ренегатов и Повстанческого Альянса. Харк позже получил приказ от Мандалорского губернатора Тайбера Саксона вывести силы клана Саксон и Имперские силы с поля боя, чтобы Саксонцы могли проверить «Герцогиню» на отступниках. Позднее он возражал против плана губернатора Саксона по укреплению оружия на том основании, что Империя в конечном итоге настроит его против всех Мандалорцев. За свои возражения Саксон шокировал Харка оружием. После того, как Саксон был недееспособен, когда повстанец Сабина Врен настроила оружие, чтобы повлиять на Имперские доспехи, Харк бежал. 
Тайбер Саксон (англ. Tiber Saxon) — мандалорец. Стал губернатором Мандалора после смерти своего брата, вице-короля Гара Саксона. Во время гражданской войны против клана Врен и дома Крайз, губернатор Саксон применил «Герцогиню», модифицированный шагоход AT-DP, изначально разработанный мандалоркой Сабиной Врен, имевший систему наведения на мандалорскую броню. Однако Сабина Врен и её товарищам удалось проникнуть на звёздный разрушитель типа «Имперский I» Саксона, базировавшийся в столице Мандалора, Сандари, уничтожить «Герцогиню», оружие, способное испепелять броню мандалорцев, и сам разрушитель, что привело к смерти Тайбера и всего экипажа. 
Верис Хайдан (англ. Veris Hydan) —  советник Императора Палпатина, по совместительству занимающий чин министра. Будучи не-чувствительным к Силе, Хайдан был знатоком истории и культуры джедаев и ситхов. После обнаружения храма джедаев на Лотале министру было поручено надзирать за раскопками и заниматься изучением скрытых в нем тайн. Погиб при разрушении храма. 

## Легендарные персонажи
Дарт Вейдер / Энакин Скайуокер (англ. Darth Vader aka Anakin Skywalker) - 36-летний (позже 37-летний) ученик и помощник Императора Палпатина, известного как Дарт Сидиус. Тёмный лорд Ситхов и лучший силовик Империи. Раньше был известен как Энакин Скайуокер, величайший воин Ордена Джедаев, редко проигрывавший сражения и бывший добрым рыцарем-джедаем, который заботился о своих друзьях и всегда присматривал за ними. Лучший пилот в Галактике и высококвалифицированный механик. Джедаи считали его Избранным, которому было суждено восстановить равновесие Силы, уничтожив ситхов, но пал на Тёмную сторону Силы, опасаясь за свою жену, Падме Амидалу, что привело её к гибели. После драматической и яростной дуэли на планете Мустафар с Оби-Ваном Кеноби, закован в тяжелые доспехи, являющиеся также системой жизнеобеспечения, без которой он может умереть. Прибыл на Лотал, чтобы завершить то, что начал Гранд-Инквизитор: выследить все ячейки Восстания и уничтожить их, раз и навсегда. Узнал, что его бывшая ученица выжила и она заодно с повстанцами. После этого, он направил на Лотал двух новых инквизиторов: Пятого брата и Седьмую сестру по приказу Дарта Сидиуса, своего повелителя, чтобы он мог устранить её или привлечь на Тёмную сторону Силы. В Храме Джедаев на Лотале явился Асоке в своем первоначальном виде под внешностью Энакина Скайуокера и рассказал, "кем он стал", после чего принял нынешний облик. На Мэлакоре попытался убить Эзру, но был остановлен Асокой и вступил с ней в схватку, в ходе которой его маска была повреждена. После потери ещё трёх инквизиторов, отошёл от дел на какое-то время. В будущем, в 4 ПБЯ, вернётся на Светлую сторону Силы и уничтожит Дарта Сидиуса, спасая своего сына Люка Скайуокера ценой собственной жизни. 
Дарт Сидиус / Шив Палпатин (англ. Darth Sidious aka Sheev Palpatine) - император Галактической Империи и тёмный властелин Ситхов. Был учеником Дарта Плэгаса Мудрого и имел трёх своих учеников - Дарта Мола, Графа Дуку (Дарта Тирануса) и Дарта Вейдера (Энакина Скайуокера). Под своим вторым альтер эго, он работал сенатором с Набу, но после внесения вотума недоверия канцлеру Финису Валоруму королевой Амидалой, его сместили с поста и Палпатин встал на его место. Прослужив восьмилетний срок канцлера, его собирались сместить с поста, но сенаторы оставили его из-за проблем с сепаратистами. При помощи капитана Панаки, который сообщил канцлеру о тайном браке между Скайуокером и Амидалой, он использовал эту информацию, когда ситх переманивал на свою сторону Энакина Скайуокера, а началось все с убийства Энакином Графа Дуку. Позже, Палпатин назначил Скайуокера своим личным представителем в Совете Джедаев, рассказал историю о смерти своего учителя, раскрыл ему своё альтер эго и сделал Энакина своим новым учеником после смерти мастера Мейса Винду. Именно Сидиус с Вейдером уничтожили 25-тысячелетнюю Старую Республику и Конфедерацию Независимых Систем (КНС), и создал Галактическую Империю, которая привела ситхов к абсолютному господству над Галактикой. Во времена Империи, он строил с помощью неё ультимативную боевую станцию, способную уничтожать планеты - «Звезду Смерти», а когда Вейдер доложил Императору об обнаружении своей бывшей ученицы Асоки Тано, он послал Вейдеру на подмогу двух новых инквизиторов: Пятого брата и Седьмую сестру, дабы он смог устранить её или привлечь на свою сторону, возможно, чтобы сделать её преемницей потерявшего львиную часть своей прежней силы Дарта Вейдера. В будущем, в 4 ПБЯ, погибнет от рук собственного помощника, внутри которого восстанет Энакин Скайуокер. Намного позже, в 35 ПБЯ, он вернётся к жизни на планете Экзегол, но там же и погибнет от рук собственной внучки, Рей, поддерживаемой духами джедаев прошлого.
Асока Тано / Фалкрам (англ. Ahsoka Tano) - 31-летняя (позже 32-летняя) рыцарь-джедай, бывший падаван рыцаря-джедая Энакина Скайуокера и одна из выдающихся командующих Великой Армией Республики наравне с ним за всю Войну Клонов. Ушла из Ордена джедаев после ложного обвинения в организации взрыва в ангаре Храма джедаев и заключена под стражу, пока не была обнаружена настоящая виновница - Баррисс Оффи. Несмотря на предложение вернуться в Орден, Асока разочаровалась в Совете и решила покинуть Орден джедаев, несмотря на доверие и поддержку Энакина. Позднее, в разговоре она упомянула Энакину, что она утратила веру в себя из-за всего этого, и что, хоть она и совершает ошибку, покидая Орден, она должна следовать своим путём без решения Совета и без Энакина. Он понял её намерения и желание покинуть Орден, и тогда он сказал: «мне близко желание уйти подальше от Ордена», на что в ответ Асока сказала: «я знаю». Это даёт мысли о том, что ей было известно об отношениях между её бывшим учителем и Падме Амидалой. После возникновения Галактической Империи, Асока присоединилась к повстанческому движению против Империи, работая с сенатором Бейлом Органой с Алдераана. Она взяла на себя роль осведомителя под кодовым именем «Фалкрам» (англ. Fulcrum), связываясь с группами повстанцев, одна из которых была с Лотала. Командовала своей армадой во время битвы над Мустафаром и лично пилотировала «Призрака», давая возможность повстанцам Лотала сбежать. Успешно уйдя от погони, она раскрыла свою личность и правду об общегалактическом повстанческом движении против Империи Ситхов. Столкнулась с Дартом Вейдером во времена Осады Лотала, после чего, присоединилась к команде «Призрака». В поисках ответов на вопросы о победе над инквизиторами и Вейдером, она узнала правду о том, что Лорд Ситхов является её бывшим наставником и другом, который пропал из её видения после операции по спасению Канцлера Палпатина. На Мэлакоре она сразилась с Инквизиторами и предавшим её и Кэнана Дартом Молом, попытавшимся забрать Эзру к себе. Спасла жизнь ослепшему Молом Кэнану и Эзре, вступив в бой с Вейдером, пытаясь отомстить "за Энакина Скайуокера", однако после того, как ранила его, разрезав часть маски, она увидела, что Вейдер и есть Энакин. Она сдалась, отбросив Эзру и раскаялась, что уходом из Ордена Джедаев она обрекла своего наставника на Темную сторону Силы. После чего она возобновила бой, исход которого неизвестен, только известно, что раненый Вейдер был замечен выходящим из руин вокруг храма, а Асока — вступающей в глубины тьмы внутри. Оставила Восстание на неопределённый срок. В 4 сезоне 13 серии встретилась с Эзрой и вместе с ним сразилась против Палпатина, после чего вернулась на Мэлакор, обещая Эзре встретиться вновь. После окончания Галактической Гражданской войны, Асока покинула Мэлакор и полетела на освобожденный Лотал, где подобрала Сабину и вместе с ней отправилась на поиски Эзры, исчезнувшего вместе с Трауном во время освобождения Лотала.
KC-7567/Рекс (англ. KC-7567/Captain Rex) - клон-капитан, служивший в 501-м Легионе под командованием генерала-джедая Энакина Скайуокера и командира-джедая Асоки Тано во времена Войн Клонов. Лучший друг Асоки, прошедший с ней всю войну: от битвы за Кристофсис до осады Мандалора. После того, как Рекс узнал от своего павшего товарища Файфса о Приказе 66, согласно которому, клоны должны уничтожить джедаев, Рекс, Вольф и Грегор удалили свои чипы-ингибиторы при помощи операции на мозге и избежав воздействия Приказа 66, сохранили верность джедаям и Республике. Рекс все ещё был жив и принимал активное участие в противостоянии группы повстанцев и Галактической Империи за 4 года до битвы при Явине IV, помогая Восстанию возродить Республику. Присоединился к команде «Призрака» и Сопротивлению в качестве консультанта и бойца. Повышен до коммандера.
Йода (англ. Yoda) - 892-летний гранд-мастер-джедай, известный на всю Галактику. Он пережил Приказ 66 на Кашиике, выполняемый со стороны командира Гри и его лейтенанта. Позже, он проиграл дуэль в Сенате против Дарта Сидиуса, лишившись своего светового меча и плаща. Из-за этого фиаско, он был вынужден наказать себя, отправившись в добровольное изгнание на Дагобу. Поддерживал связь с духом Квай-Гон Джинна и стал его падаваном, дабы научиться урокам бессмертия. Во время ритуала посвящения в Храме джедаев на Лотале, он поддерживал телепатическую связь с Эзрой Бриджером, поддерживая его и следя за его успехами. В конце ритуала, он дал ему ценные напутствия на будущее и наградил его кайбер-кристаллом для светового меча. Спустя некоторое время после Осады Лотала, снова встретился с Эзрой, которому дал совет, что джедаям нужны знания, чтобы победить Империю Ситхов, при этом не сражаясь, и напутствие - найти Мэлакор. В будущем обучит Люка Скайуокера и незадолго до битвы при Эндоре умрёт от старости.
KK-3636/Вольф (англ. KK-3636/Commander Wollfe) - клон-командир, сражавшийся в Войнах Клонов под командованием генерала-джедая Пло Куна в дивизии клонов под названием «Волчья стая», входящей в 104-й батальон. Вольф все ещё был жив и принимал активное участие в противостоянии группы повстанцев и Галактической Империи за 4 года до битвы при Явине IV, помогая Восстанию возродить Республику. Поначалу он не доверял джедаям из-за их «предательства», из-за чего сообщил Империи о повстанцах, чтобы спасти отряд от их уничтожения, однако позже он уяснил, что страх Империи за невыполнение приказа - это не свобода, и встал на сторону Сопротивления, но остался на Силосе с Грегором. Позже принял участие в финальном сражении за Лотал.
 КК-5576-39/Грегор (англ. KK-5576-39/Captain Gregor) - клон-спецназовец в звании капитана и солдат Великой Армии Республики из 212-го штурмового батальона, входящего в Третью Системную Армию, и сражавшийся во времена Войн клонов. Считался пропавшим без вести после битвы при Саррише, пока отряд полковника Мибура Гаскона не обнаружил его на Абафаре, лишённого памяти. После того, как Грегор вспомнил своё прошлое, он помог отряду полковника Гаскона добраться до шаттла, попутно уничтожая сепаратистских боевых дроидов и пожертвовал собой ради своих новых друзей, попросив их не беспокоиться за него и пообещав, что он обязательно вернётся домой на планету Камино. Грегор все ещё был жив, к большому удивлению, и принимал активное участие в противостоянии группы повстанцев и Галактической Империи за 4 года до битвы при Явине IV, помогая Восстанию возродить Республику, но остался на Силосе с Вольфом. Позже принял участие в финальном сражении за Лотал, где погиб как герой.
Хондо Онака (англ. Hondo Ohnaka) - глава пиратской банды на планете Флоррум в последние годы существования Галактической Республики. Родившийся в бедной семье, Онака был продан ребёнком в рабство своими родителями. Но ему удалось сбежать, спрятавшись на других планетах, после чего начал формировать группу пиратов на Флорруме. Известно, что в эти годы у Хондо была любовница Аурра Синг, промышлявшая охотой на джедаев. Его преступное сообщество процветало во время Войны Клонов, имея дело с наркотиками, грабежом и похищениями с целью выкупа. В эти времена, он схватил Графа Дуку, бывшего лорда ситхов. Он сбежал с Флоррума, и вскоре на третьем году войны, он направил туда своего лучшего убийцу-киборга - Генерала Гривуса, дабы отомстить ему за его захват. Гривус и его приспешники разрушили и разграбили его резиденцию, однако Хондо удалось бежать с помощью падавана Асоки Тано, которая заключила с пиратами вынужденный союз, надеясь победить сепаратистов и спастись от ужасной гибели. Позже, он пережил предательство половины своей банды со стороны Дарта Мола и Саважа Опресса с помощью генерал- джедая Оби-Вана Кеноби. Ему удалось вернуть предателей на свою сторону, и тогда он решил добить раненых братьев-забраков, но все тщетно: им удалось бежать со сбитого пиратами корабля на спасательной капсуле. Некоторое время, до мести Гривуса, он поставлял оружие Повстанцам Ондерона, которые боролись с правительственным режимом короля-ренегата Санджая Раша. После возникновения Галактической Империи, стал сотрудничать с разными преступными группировками Галактики, в том числе и с Восстанием. Некоторое время спустя после схватки на Мэлакоре, оказался в тюрьме на Нараке вместе с команьоном Тербой, откуда сбежал с помощью Эзры, Сабины, Зеба и Чоппера. Проинформировал повстанцев о старых истребителях Y-Wing, находящимся на станции Реклэм на планете Ярма. Помогал повстанцам с Азмориганом и Мельхом добыть оружие на корабле, находящемся на орбите Винкансу. Позже принял участие в финальном сражении за Лотал, окончившемся в пользу Сопротивления.
Лэндонис Бальтазар «Лэндо» Калриссиан III (англ. Landonis Balthazar "Lando" Calrissian III) - профессиональный контрабандист-предприниматель. Попросил команду «Призрака» выполнить свою миссию - получить "спец-оборудование для поиска полезных ископаемых" на Лотале и их дальнейшей продажи на межгалактическом рынке. Позже во время Осады Лотала, помог команде «Призрака» покинуть планету. В будущем станет бароном-администратором Облачного города над Беспином, а позже - присоединится к Альянсу за восстановление Республики и станет офицером Вооружённых Сил Альянса и Новой Республики в звании генерала, а в 35 ПБЯ поведёт за собой массивную армаду для помощи Сопротивлению в финальной битве против Вечных Ситхов и Последнего Ордена на планете Экзегол.
Луминара Андули (англ. Luminara Unduli) - мастер-джедай в последние годы существования Ордена джедаев. Она возглавляла солдат-клонов Великой Армии Республики и обучала Баррисс Оффи. Вместе они участвовали во многих битвах Войны Клонов, в том числе и в двух битвах на Джеонозисе, пока Баррисс не склонилась к Темной стороне Силы, устроив теракт в Ангаре Храма Джедаев и свалив вину на падавана Энакина Скайуокера - Асоку Тано. В последние дни войны, Луминара сражалась бок о бок с мастером-джедаем Квинланом Восом в битве на Кашиике. Вскоре после этого, Верховный Канцлер Шив Палпатин отдал Приказ 66. Мастер Андули погибла во время Приказа 66. Останки Луминары были использованы Империей, чтобы заманить в ловушку выживших джедаев. В такую ловушку угодил Кэнан Джаррус, лидер повстанцев с «Призрака», и его ученик Эзра Бриджер. Отправившись спасать "плененную" Луминару Андули, Кэнан был вынужден сразиться с Гранд-Инквизитором, но смог спастись бегством, при этом узнав правду о смерти Луминары.
Уилхафф Таркин (англ. Wilhuff Tarkin) - 59-летний (позже 60-летний) губернатор Внешнего Кольца, гранд-мофф Империи и создатель своей собственной доктрины, по которой править должна не сила, а страх перед силой. Искренне предан Империи и Палпатину, разделяя его убеждения в ненужности Сената и решения всяких конфликтов исключительно военным путём. Куратор «Звезды Смерти» со стороны императорского офиса. В будущем, во время битвы при Явине IV, погибнет на борту «Звезды Смерти» из-за собственной самоуверенности.
Бейл Престор Органа (англ. Bail Prestor Organa) - 62-летний (позже 63-летний) представитель планеты Алдераан в Галактическом Сенате Республики и один из основателей Альянса за восстановление Республики. Тайно возглавляет Восстание, но пока не переходит к более активным действиям. В будущем погибнет при уничтожении Алдераана с помощью "Звезды Смерти"
C-3PO - протокольный дроид, изобретённый Энакином Скайуокером. После ухода Энакина с Татуина, он стал принадлежать его маме, Шми Скайуокер в качестве секретаря-адъютанта, а после её смерти от рук жителей песков - таскенских разбойников, он встал на принадлежность Падме Амидале как переводчик-дипломат. После зарождения Империи, он стал принадлежать капитану Раймусу Антиллесу с Тантива IV, при этом ему стёрли память, так как он единственный дроид в дуэте с R2-D2, способный говорить словесно. Это сделали, чтобы уберечь Лею Органу от всей этой истории и заодно избежать раскрытия тайны её отца, павшего на Тёмную сторону Силы. В одной из миссий, он с R2 работали под прикрытием дроидов Макет Туа. Поняв, что команда «Призрака» является ячейкой Сопротивления, он и R2-D2 помогали мятежникам избавиться от штурмовиков, заодно и от имперских дисрапторов - опасного и запрещённого вида оружия, используемого Империей при сражениях, например, при сражении на Ласане.
R2-D2 - астромеханик с Набу. Когда была блокада Набу под руководством Торговой Федерации, R2-D2 починил корабль, спася королеву Амидалу, её подчинённых и джедаев. Чуть позже, он помог Энакину разгромить корабль Торговой Федерации, из которого управляли боевыми дроидами. После этого, он пошел в принадлежность Энакину Скайуокеру как верный друг, штурман и лучший навигатор. После зарождения Галактической Империи, он с C-3PO отошёл в руки капитана Раймуса Антиллеса с Тантива IV. Он принимал участие во многих миссиях, как в Войнах Клонов, так и мятеже против Империи. В одной из миссий, он с C-3PO работали под прикрытием дроидов Макет Туа. Поняв, что команда «Призрака» является ячейкой Сопротивления, он и C-3PO помогали мятежникам избавиться от штурмовиков, заодно и от имперских дисрапторов - запрещённого оружия Империи, применённого при падении Ласана.
Лея Органа ((англ. Leia Organa) — урождённая Амидала Скайуокер) — биологическая дочь Энакина Скайуокера и Падме Амидалы, приёмная дочь сенатора Бейла Органы. Принцесса планеты Алдераан. Прилетела на Лотал в качестве агента, дабы проследить за передачей кораблей к повстанцам, однако Лея недооценила Службу Безопасности, но с боем повстанцы забрали корабли, а Лея осталась на Лотале, обвиняя лейтенанта Йогара Листа в потере и потребовав шаттл, чтобы она смогла улететь домой. Позже стала активным членом Сопротивления, а через почти 40 лет, в 34 ПБЯ, станет генералом Новой Республики и Сопротивления, а спустя год она ценой собственной жизни приведёт своего сына Бена Соло/Кайло Рена, к искуплению.
Мол (англ. Maul) — бывший тёмный лорд ситхов и ученик Дарта Сидиуса. Основатель и предводитель Коллектива Теней, а позже и Багрового Рассвета. Наставник и родной брат Саважа Опресса, погибшего от рук Дарта Сидиуса на Мандалоре. Скрывался в Храме Ситхов на планете Мэлакор, когда туда прибыли рыцарь-джедай Кэнан Джаррус, его падаван Эзра Бриджер и бывший джедай Асока Тано, искавших возможность победить Дарта Вейдера и его Инквизиторов. Встретился с Эзрой, назвавшись «Старым Мастером», и рассказал ему свою историю. Позже Мол вступил в бой с Седьмой сестрой и Пятым братом, и убил их, после чего едва не убил Кэнана, ослепив его мечом, однако потерпел поражение и сбежал на И-Сидке Восьмого брата. Спустя шесть месяцев после схватки на Мэлакоре, пленил команду "Призрака" с целью принудить Эзру и Кэнана принести голокрон ситхов, чтобы произвести ритуал, который позволит ему и Эзре открыть знания и ключ к уничтожению ситхов. В результате этого ритуала, Эзра и Мол узнали, что легендарный мастер-джедай Оби-Ван Кеноби всё ещё жив и сейчас он находится на Татуине, пустынной планете с двумя солнцами. Добравшись до Татуина и проделав нелегкий путь через пустыню, Мол наконец встретился лицом к лицу со своим заклятым врагом — Оби-Ваном Кеноби. Забрак напал на старого мастера-джедая, однако практически сразу был смертельно ранен. Осознав причину, по которой Кеноби поселился на Татуине, Мол спросил у Бена, является ли тот, кого Кеноби защищает, избранным. Получив утвердительный ответ и осознав, что конец ситхов уже близок, Мол сказал, что они с Кеноби будут отомщены, после чего скончался.
Чам Синдулла (англ. Cham Syndulla) — командующий ячейкой повстанцев Рилота в звании генерала, родной отец Геры Синдуллы. Получил свою известность во время Войн Клонов, когда сопротивлялся власти Уот Тамбора и Техносоюза, которых поддерживала Конфедерация Независимых Систем. Сражался бок о бок с Мейсом Винду и его солдатами-клонами за город Лессу, столицу Рилота. После становления Галактической Империи, основал Движение «Свободный Рилот» под своим началом. Он и его товарищ, Гоби Гли выжили в столкновении с Дартом Вейдером и Императором Палпатином, после чего, его ячейка Сопротивления присоединилась к крупнейшему повстанческому движению против Империи Ситхов.
Гоби Гли (англ. Gobi Glie) — повстанец-тви'лек с Рилота. Во время Войн Клонов он был частью тви'лекского сопротивления, противостоявшего Конфедерации Независимых Систем, оккупировавшей планету. После становления Галактической Империи, Гоби присоединился к движению свободного Рилота под началом генерала Чама Синдуллы, отца Геры Синдуллы. Гли и Синдулла-старший выжили в столкновении с ситхами, а за три года до битвы при Явине IV вместе с Нумой были частью набиравшего силу Восстания.
Нума (англ. Numa) — тви'лечка, жившая на Рилоте во время Войн Клонов. Встретилась с Оби-Ваном Кеноби и бойцами роты «Призрак», освобождавших планету от власти Уот Тамбора и помогла им освободить своих соотечественников. Годы спустя, она стала участницей ячейки повстанцев, действовавшей на Рилоте под началом генерала Чама Синдуллы.
Траун / Митт'рау'нуруодо (англ. Thrawn aka Mitth'raw'nuruodo) — гранд-адмирал Имперского Флота Галактической Империи, гений тактики и стратегии. Главный антагонист 3-го и 4-го сезона. Верит, что ключ в победе над врагом кроется не только в понимании его военных тактик, но и в глубоком познании его истории, философии и культуры. Назначен для подавления зачатков Восстания, вставших на борьбу с Империей. Работает совместно с Ариндой Прайс, губернатором Лотала. Позднее во время финальной битвы за Лотал, боролся с Эзрой Бриджером «один на один» на борту флагмана «Химера» и в завершение битвы, они оба улетели в гиперпространство, влекомые пёрргилами, что привело к изгнанию Империи из системы. Дальнейшая судьба неизвестна.
Ведж Антиллес (англ. Wedge Antilles) — юный пилот Галактической Империи, который наряду с Дереком Кливианом перешёл на сторону Восстания, благодаря помощи Сабины Врен и агента Каллуса. В будущем примет участие в битвах при Явине IV и при Эндоре, в ходе которых обе «Звезды Смерти» будут уничтожены. Также после событий VI эпизода возглавит Разбойную эскадрилью которая будет выполнять особые задания, а также в 35 ПБЯ примет участие в битве при Экзеголе в составе массивной армады союзников Сопротивления. 
Дерек (Хобби) Кливиан (англ. Derek (Hobbie) Klivian) — юный пилот Галактической Империи, который наряду с Веджем Антиллесом перешёл на сторону Восстания, благодаря помощи Сабины Врен и агента Каллуса. Позже будет назначен в Разбойную Эскадрилью, в составе которой примет участие в битвах при Хоте, где он и погибнет.
Бо-Катан Крайз (англ. Bo-Katan Kryze) — мандалорианка, сестра герцогини Сатин Крайз, бывшей правительницы Мандалора. Член военной организации «Дозор Смерти» во времена Войн Клонов. Она служила под началом Пре Визслы из Дома Визсла, прежде чем тот погиб от рук Дарта Мола, падшего Лорда Ситхов, который взял организацию под свой контроль и подмял под себя трон Мандалора. Однако, Бо-Катан не признала его власть и во главе отступников Дозора развязала гражданскую войну на планете. После возвышения гнёта Империи возглавила один из кланов на Мандалоре, противоборствующие имперцам. Помогла Сабине Врен уничтожить созданное ею оружие, способное уничтожать людей в мандалорской броне, не нанося вреда штурмовикам.
Калани (англ. Kalani) — тактический супердроид и генерал армии дроидов Конфедерации Независимых Систем во время Войн Клонов. Во время битвы за Ондерон, граф Дуку прислал Калани на планету в помощь королю Ондерона Санджаю Рашу, чтобы уничтожить сопротивление против оккупации сепаратистов. Однако, после затягивания борьбы с восстанием, Дуку и Калани пришли к выводу, что ведение войны на Ондероне не стоит затрачиваемых на нее ресурсов, и Дуку приказал Конфедерации покинуть планету. Перед тем, как присоединиться к отступлению, Калани казнил Раша. Новым местом назначения Калани стал Агамар. Калани уцелел в битве за Агамар и продолжал функционировать еще семнадцать лет после возникновения Галактической Империи и дезактивации большей части Сепаратистской армии дроидов. Взял в плен Эзру Бриджера, Кэнана Джарруса, Гаразеба Оррелиоса и бывшего клона-капитана Рекса, чтобы дать им «одну последнюю битву» в конце Войн Клонов, и Эзра закончил Войны Клонов, объединив джедаев, клонов и боевых дроидов для борьбы против тирании Галактической Империи. Сражался бок о бок с Эзрой и его друзьями против Имперской армии и эвакуировались на шаттлах, после чего, пути Калани и повстанцев разошлись.
Гар Саксон (англ. Gar Saxon) — мандалорец. Командир отряда мандалорских суперкоммандос, работавших на Коллектив Теней во время Войн Клонов. Был послан премьер-министром Мандалора Алмеком на Стиджеон-Прайм, чтобы спасти Дарта Мола из тюрьмы Дарта Сидиуса. После успешного завершения спасательной операции вернулся с Молом на планету Занбар, где находилась база «Дозора Смерти». Участвовал в битве с армией дроидов Генерала Гривуса. Позже Саксон вместе с Зитоном Моджем и Файфом возглавил группу воинов, противостоявших дроидам Гривуса на Орд-Мантелле. После потери Датомира вместе с Рук Каст затащил Мола на его корабль, спасая ситха от Дарта Сидиуса. После того, как Галактическая Империя захватила власть на Мандалоре, Саксон стал одним из их суперкоммандос, имперским вице-королём Мандалора и Рукой Императора. За два года до битвы при Явине суперкоммандос во главе с Саксоном атаковали и разрушили лагерь Защитников на третьей луне Конкорд-Доуна. После этого двое повстанцев и лидер Защитников, Фенн Рау, отправились на луну, чтобы разведать ситуацию. Саксон сумел поймать Эзру Бриджера и опознать в нем джедая, но в конечном итоге повстанцам удалось съехать. Некоторое время спустя, он явился на планету Кроунест, где вновь встретился с повстанцами, пытавшимися убедить клан Врен присоединиться к Сопротивлению, когда увидел, что Урса и Тристан из клана Врен приняли сторону повстанцев, он со своими верными суперкоммандос пытался убить их. В итоге, Сабина Врен и Гар Саксон сошлись в смертельном поединке, в котором Сабина одержала победу, но пощадила Гара, тот пытался застрелить её в спину, но Урса Врен убила его прежде, чем тот выстрелил.  
Оби-Ван (Бен) Кеноби (англ. Obi-Wan (Ben) Kenobi) — легендарный мастер-джедай, сыгравший значимую роль в судьбе Галактики в дни увядания Галактической Республики. Он был падаваном мастера Йоды и рыцаря-джедая Квай-Гона Джинна, а затем, после его смерти, взял в ученики Энакина Скайуокера. После падения Энакина на Тёмную сторону Силы стал учителем его сына — Люка Скайуокера. В будущем незадолго до битвы при Явине погибнет от рук Дарта Вейдера на борту «Звезды Смерти». После 0 ДБЯ трижды виделся Люку Скайуокера в виде Призрака Силы: первый - в 0 ДБЯ, в битве при Явине IV (в виде голоса), второй - в 3 ПБЯ, на Хоте, третий - в 4 ПБЯ, на Дагобе. В 4 ПБЯ, после смерти Йоды, явился Люку и рассказал правду о его происхождении. 
Со Геррера (англ. Saw Gerrera) — участник восстания на Ондероне во время Войн Клонов и восстания против Галактической Империи. Вместе со своей сестрой Стилой Геррерой возглавлял ондеронских повстанцев и сыграл важную роль в борьбе с Конфедерацией Независимых Систем на Ондероне. После возникновения Галактической Империи возглавил ячейку повстанцев на Ондероне, бывшей частью масштабного сопротивления против Империи. В будущем незадолго до битвы при Явине погибнет во время разрушения Джеда-Сити в результате тестового залпа суперлазера «Звезды Смерти».
Мон Мотма (англ. Mon Mothma) — сенатор Чандрилы в Галактическом Сенате Республики и сенате Империи. Одна из лидеров и основателей Альянса за восстановление Республики.
Вуллф Юларен (англ. Wullf Yularen) — полковник Вооружённых Сил Галактической Империи и заместитель директора Бюро Имперской Безопасности. Во время Войн Клонов был адмиралом флота Галактической Республики и служил под командованием генерала-джедая Энакина Скайуокера, чьё безрассудство не раз вызывало досаду. Знаком с агентом Бюро Имперской Безопасности, Александром Каллусом, который был одним из его лучших студентов в Высшей Имперской Академии на Корусанте. Был вызван Гранд-адмиралом Трауном, чтобы разоблачить Фалкрама. В будущем будет назначен офицером «Звезды Смерти», где погибнет в результате её уничтожения во время битвы при Явине IV.
Джон Вандер (англ. Jon Vander) — лидер Золотой эскадрильи. Сопровождал Мон Мотму до Дантуина при содействии Спектров. В будущем примет участие в битве при Скарифе, результатом которой будет кража чертежей «Звезды Смерти», позже примет участие в битве при Явине IV, где он погибнет от рук Дарта Вейдера.
Ян Додонна (англ. Jan Dodonna) — генерал вооружённых сил Альянса за восстановление Республики, командующий «Группой Массаси». Военный лидер базы на Явине IV. В будущем сформулирует план, результатом которого станет успех Альянса в битве при Явине IV и уничтожение «Звезды Смерти».
Рух (англ. Rukh) — воин-ногри, личный телохранитель и ассассин гранд-адмирала Трауна. Около 1 ДБЯ он прибыл на планету Лотал с целью содействовать местному гарнизону Галактической Империи в поимке диверсионных повстанческих групп Альянса за восстановление Республики. В конечном итоге террористическая угроза была локализована, а база мятежников - уничтожена в ходе бомбардировок, но членам подполья удалось скрыться. Позже Рух участвовал в отражении авантюрного рейда повстанцев на ту же планету, в ходе которого помог выследить и поймать одну из ключевых фигур Восстания, пилота Геру Синдуллу. Другие члены лотальской ячейки освободили Геру из плена, и следопыт начал новое преследование беглецов, но в итоге его эскорт был разбит, а сам эмиссар Трауна - повержен в бою против Сабины Врен и Гаразеба Оррелиоза, который оглушил противника и отправил на гравицикле с автопилотом к ближайшему имперскому аванпосту. Позднее принял участие в битве в Имперском комплексе, и погиб в генераторном зале.
Эдрио «Две трубы» (англ. Edrio "Two Tubes") —  наёмник и пилот, работавший со своим товарищем Бэнтиком. У них было общее прозвище, полученное из-за дыхательного аппарата, который представители их расы должны были носить в богатой кислородом атмосфере. Родная планета Эдрио, Яр-Тогна, была захвачена и оккупирована Галактической Империей, из-за чего он был вынужден покинуть её как беженец. Желая сражаться с Империей, Бэнтик и Эдрио присоединились к Со Геррере, незадолго до битвы при Явине IV. Присутствовал в спин-оффе "Изгой-один" на Джеде.  
Отец (англ. Father) — могущественный обладатель Силы, живший в царстве Мортиса. Его дети, Дочь и Сын, представляли Светлую сторону и Тёмную сторону Силы, соответственно. Баланс между ними поддерживался отцом до тех пор, пока его слабое здоровье не вынудило его искать преемника. Во время Войн Клонов, Отец вел Энакина Скайуокера к Мортису, чтобы проверить способности рыцаря-джедая, и пришел к выводу, что он действительно был Избранным, которому суждено принести баланс в Силу. Однако Скайуокер отклонил приглашение отца остаться на Мортисе. Кроме того, махинации Сына в конечном итоге привели к разрушению как его самого, так и его семьи. Перед смертью Отец предсказал, что однажды Скайуокер исполнит свою судьбу. 
Дочь (англ. Daughter) — член могущественной семьи обладателей Силы, населявших планету Мортис. Она служила образцом и олицетворением Светлой стороны силы, олицетворяя сострадание, безмятежность и любовь среди других атрибутов. Благодаря своей Силе, Дочь и ее семья отступили на Мортис, где они существовали за пределами материального мира. Там они оставались в равновесии и под контролем отца. Пока Дочь подчинялась власти своего Отца, Сын играл с Тёмной стороной Силы. Во время Войн Клонов, она и Отец интересовались начинающим рыцарем-джедаем Энакином Скайуокером, которого они считали Избранным, который принесет баланс в Силу. Она и Отец заманили Скайуокера и его товарищей, магистра Оби-Вана Кеноби и падавана Асоку Тано на Мортис. После победы над Дочерью и Сыном в бою, Скайуокер сумел убедить их, что он действительно Избранный. В то время как отец предназначался Скайуокеру, чтобы заменить его на Мортисе, ее брат, Сын, стремился использовать Джедаев, чтобы вернуться в Галактику. Дочь стояла рядом с Отцом и союзниками-джедаями в оппозиции к заговору Сына. Несмотря на то, что Сын похитил Асоку, Дочь отказалась протянуть руку брату. Однако она все же согласилась помочь Кеноби и Скайуокеру спасти Тано. В отчаянии она вместо этого убедила Кеноби взять кинжал Мортиса - древнюю реликвию, которая могла нанести вред обладателям Силы. Дочь и ее союзники-джедаи сражались против Сына в его соборе. Когда вмешался Отец, Сын попытался напасть на него. В самоотверженном акте жертвоприношения Дочь приняла удар кинжала Мортиса. В последние мгновения дочь использовала свои силы, чтобы воскресить Асоку из мертвых. Её смерть разрушила равновесие Силы на Мортисе и погрузила мир во Тьму. Несмотря на её смерть, джедаям и отцу удалось разрушить планы Сына и восстановить равновесие Силы на Мортисе. 
Сын (англ. Son) — могущественный обладатель Силы, который воплощал Тёмную сторону Силы и мог по своему желанию менять свою физическую форму. Он был сыном Отца, главы семьи, и братом Дочери. Благодаря своей Силе, Сын и его семья отступили на планету Мортис, где они существовали за пределами материального мира. Там они оставались в равновесии и под контролем Отца, на которого Сын обижался, так как Дочь олицетворяла Светлую сторону Силы в отличие от Сына. После того, как Отец заманил рыцаря-джедая Энакина Скайуокера в их царство, стремясь убедить предсказанного Избранного заменить его на Мортисе, Сын попытался использовать Скайуокера, чтобы покинуть Мортис и вернуться в Галактику. Сын предал Отца и похитил падавана Скайуокера, Асоку Тано, прежде чем развращать её своей мощью, используя ученицу против её мастера-джедая. Это вынудило Дочь найти кинжал Мортиса - оружие, которое могло бы убить обладателей Силы, и использовать его против Сына. Тано, однако, перехватила оружие для сына, прежде чем его можно было использовать против него, и в этот момент он использовал его, чтобы убить падавана. Сын попытался убить Отца кинжалом, но Дочь вмешалась, в результате чего она умерла от его руки. Обезумев от смерти своей сестры, Сын сбежал, и жизнь Тано была восстановлена с помощью оставшейся жизненной силы Дочери. Вскоре после этого Сын заманил Скайуокера в Колодцу Тёмной стороны и развратил его видением будущего Скайуокера, пообещав помочь Избранному уничтожить Джедаев и Ситхов, чтобы принести мир Галактике и положить конец продолжающимся Войнам Клонов. Затем Отец пронзил себя кинжалом Мортиса и оставил Сына уязвимым для смертельной атаки от светового меча Скайуокера и, таким образом, восстановил баланс на Мортисе.

## Прочие персонажи
W1-LE (Вилли) (англ. Willie) - личный дроид Лэндо Калриссиана. Помог команде «Призрака» покинуть Лотал во время его осады, снабдив её всем необходимым для побега.
Китварр (англ. Kitwarr) - молодой представитель расы вуки, сын Вуллффварро. Тоже был пленён имперскими силами и доставлен на каторжные в шахтах по добыче спайса на Кесселе. Был освобождён командой «Призрака».
RX-24 - дроид-капитан корабля, на котором команда "Призрака" и Макет Туа с Амда Вабо, C-3PO и R2-D2 летели на Гарел ради одной общей цели: забрать поставленные ионные дисрапторы T-7 - запрещённое оружие.
Терба (англ. Tarba) - сокамерник Хондо Онаки, бывший рабочий станции «Реклэм». Погиб при побеге из тюрьмы на Нараке.
Бенду (англ. The Bendu) - чувствительное к Силе существо, олицетворяющее центр Силы, между Светлой и Тёмной её сторонами (Ашлой и Боганом). Встретил рыцаря-джедая Кэнана Джарруса на Атоллоне за несколько лет до битвы при Явине IV. Во время битвы при Атоллоне, Бенду, заявив о том, что Кэнан Джаррус принес войну на его планету, с помощью Силы вызвал шторм, который бушевал на планете на протяжении всей битвы. Чуть позже, имперские войска под командованием гранд-адмирала Трауна начали атаковать центр штормового облака и, тем самым, ранили Бенду. Когда Траун вместе со штурмовиками смерти отправились обследовать упавший из бури объект, Бенду рассказал гранд-адмиралу о том, что видит его скорое уничтожение.
B1-268 - боевой дроид-командир серии OOM. Служил генералу Калани, базировавшемуся на Агамаре.
Клик-Клак (англ. Klik-Klak) -  джеонозианец, один из немногих выживших представителей своего вида после стерилизации планеты, проведенной Галактической Империей. В 2 ДБЯ джеонозианец скрывался в тоннелях старого джеонозианского храма под поверхностью Джеонозиса, храня в секрете уцелевшее яйцо королевы улья, в надежде на возможное возрождения своего народа после геноцида, проведенного Империей вскоре после завершения основного этапа строительства «Звезды Смерти» на орбите планеты. Для защиты наследия джеонозийцев он создал свою персональную армию боевых дроидов из ресурсов Конфедерации Независимых Систем, оставшихся после завершения Войн Клонов. С поддержкой дроидов, трутень был способен устроить засаду любым непрошеным гостям, проникнувшим в его логово. Подобное случилось с командой партизан, прибывшей на Джеонозис в рамках разведывательной миссии. Выжить удалось только Со Геррере, возглавлявшему операцию. В 2 ДБЯ был найден Со Геррерой, капитаном Рексом, Кэнаном и Эзрой. 

## Создания
Фирнок (англ. Fyrnock) — жуткое создание, обитающее в тени заброшенного форта на бывшей планете Анаксис, на астероиде ПМ-1203. Боится солнечного света.
Тибиди (англ. Tibidee) — крылатое создание с планеты Стиджеон-Прайм.
Лотокот (англ. Loth-cat) — существо из семейства тук, обитавшим на планете Лотал. Лотокоты питались лотокрысами, грызунами с той же планеты. Дикие лотокоты были весьма своенравны и непредсказуемы. Они могли ластиться к прохожим, выпрашивая подачки, или же огрызаться и набрасываться на них, защищая территорию обитания. Домашние породы, напротив, обладали кротким нравом, оберегая дом от грызунов в качестве питомцев многих разумных рас на планете.
Компрессионная свинья (англ. Puffed Pig) — неразумное животное, имеющее нюх на драгоценные минералы, эквивалентный более десяти видам геологоразведывательных сканеров. Галактический предприниматель Лэндо Калриссиан планировал использовать свинью, чтобы найти минералы на планете Лотал и заработать на их продаже.
Джупа (англ. Joopa) — неразумные существа, обитавшие глубоко в недрах пустынной планеты Силос. Эти червеобразные создания были увенчаны блестящими красными глазами, имели длинные розовые языки и панцирь из жестких пластин, защищавших их гибкое туловище. Были лишены зубов, что позволяло им заглатывать добычу целиком. Особенно любили мясо ласатов, выделяя их среди прочей добычи по характерному им запаху. Своими длинными языками они могли захватывать добычу, не выбираясь на поверхность, но иногда всё же покидали недра планеты.
Пёрргил (англ. Purrgil) — существо, способное путешествовать между мирами. Питаются газом, служащий им топливом для дальних перелётов.
Бонзами (англ. Bonzami) — хищное создание. Обитает на ледяном спутнике пустынной планеты Джеонозис.
Крайкна (англ. Krykna) — хищные и неразумные пауки, обитающие на Атоллоне
Конворис (англ. Convorees) — вид птиц, которых можно было найти по всей Галактике, в частности, на планете Атоллон и луне Васскаш. Также обитали на Мэлакоре.
Лотоволк (англ. Loth-wolf) ― хищный волк, обитающий на планете Лотал.